# Villoslada de Cameros
Villoslada de Cameros är en kommun i Spanien. Den ligger i den autonoma regionen La Rioja i norra delen av landet, 200 km nordost om huvudstaden Madrid. Antalet invånare är 348 (2024).